# Duilio Santagostino
Duilio Santagostino (Turín, Provincia de Turín, Italia, 15 de abril de 1914 - Turín, Provincia de Turín, Italia, 6 de octubre de 1982) fue un futbolista italiano. Se desempeñaba en la posición de centrocampista.

## Clubes
| Club               | País   | Año         |
| ------------------ | ------ | ----------- |
| Juventus F. C.     | Italia | 1932 - 1936 |
| A. S. Biellese     | Italia | 1937 - 1940 |
| U. S. Saviglianese | Italia | 1940 - 1942 |
| A. C. Settimo      | Italia | 1942 - 1943 |

## Palmarés

### Campeonatos nacionales
| Título  | Club           | País   | Año     |
| ------- | -------------- | ------ | ------- |
| Serie A | Juventus F. C. | Italia | 1932-33 |